# 라자 농 칙 자이날 아비딘
라자 농 칙 자이날 아비딘(말레이어: Raja Nong Chik Zainal Abidin)은 말레이시아의 정치인으로 전 연방직할시장 겸 교외행복장관이다. 현재 통일말레이국민조직(UMNO) 소속 원로원 의원이다.